# Oglasa stygiana
Oglasa stygiana là một loài bướm đêm trong họ Noctuidae.